# Saida Mirziyoyeva
Saida Shavkatovna Mirziyoyeva (nascida em 4 de novembro de 1984) é uma política uzbeque e filha mais velha do presidente do Uzbequistão, Shavkat Mirziyoyev. Em agosto de 2023, Mirziyoyeva foi nomeada primeira assistente do presidente do país e assumiu o cargo mais alto na administração do presidente depois do chefe de Estado.
Anteriormente, atuou como chefe do Setor Político de Comunicações e Informação do Gabinete Executivo do Presidente (novembro de 2020 – agosto de 2023), vice-presidenta do Conselho de Supervisão da Fundação Pública para Apoio e Desenvolvimento dos Meios de Comunicação de Massa Nacionais do Uzbequistão ( janeiro de 2020 – novembro de 2022) e vice-diretora da Agência de Informação e Comunicação de Massa da Administração Presidencial (abril de 2019 – janeiro de 2020).

## Imagem pública e crítica
Desde que assumiu a sua função tem-se envolvido ativamente com as redes sociais, o que gerou uma cobertura significativa por parte dos meios de comunicação uzbeques. Ao longo de sua carreira, ela tem sido uma defensora veemente de leis liberais de mídia, do avanço da educação, das reformas de igualdade de gênero e dos direitos das mulheres. Ela também é conhecida por seus comentários ativos sobre eventos atuais. Além disso, se retrata como uma figura materna nutridora e preservadora das tradições culturais islâmicas.
As críticas à rápida ascensão de Mirziyoyeva à proeminência centram-se frequentemente em alegações de nepotismo, uma característica comum da administração de Shavkat Mirziyoyev. Alguns observadores independentes comparam a sua trajetória à de Gulnara Karimova, filha do primeiro presidente do Uzbequistão, enquanto outros sugerem paralelos com o estabelecimento de novas dinastias políticas em países como o Azerbaijão e o Turquemenistão. No entanto, também existem preocupações de que na sociedade conservadora do Uzbequistão, Mirziyoyeva possa servir mais como "regente" para o seu irmão mais novo, MiraLisher Mirziyoyev, caso ele assuma o poder prematuramente.

## Vida pessoal
Mirziyoyeva é casada com Oybek Tursunov, um empresário proeminente e membro da administração presidencial.
O casal tem três filhos: um filho Miromon, uma filha Saodat e um filho Shavkat (nascido em 2020), que recebeu o nome de seu avô, o presidente.